# Kiss Jenő Ferenc

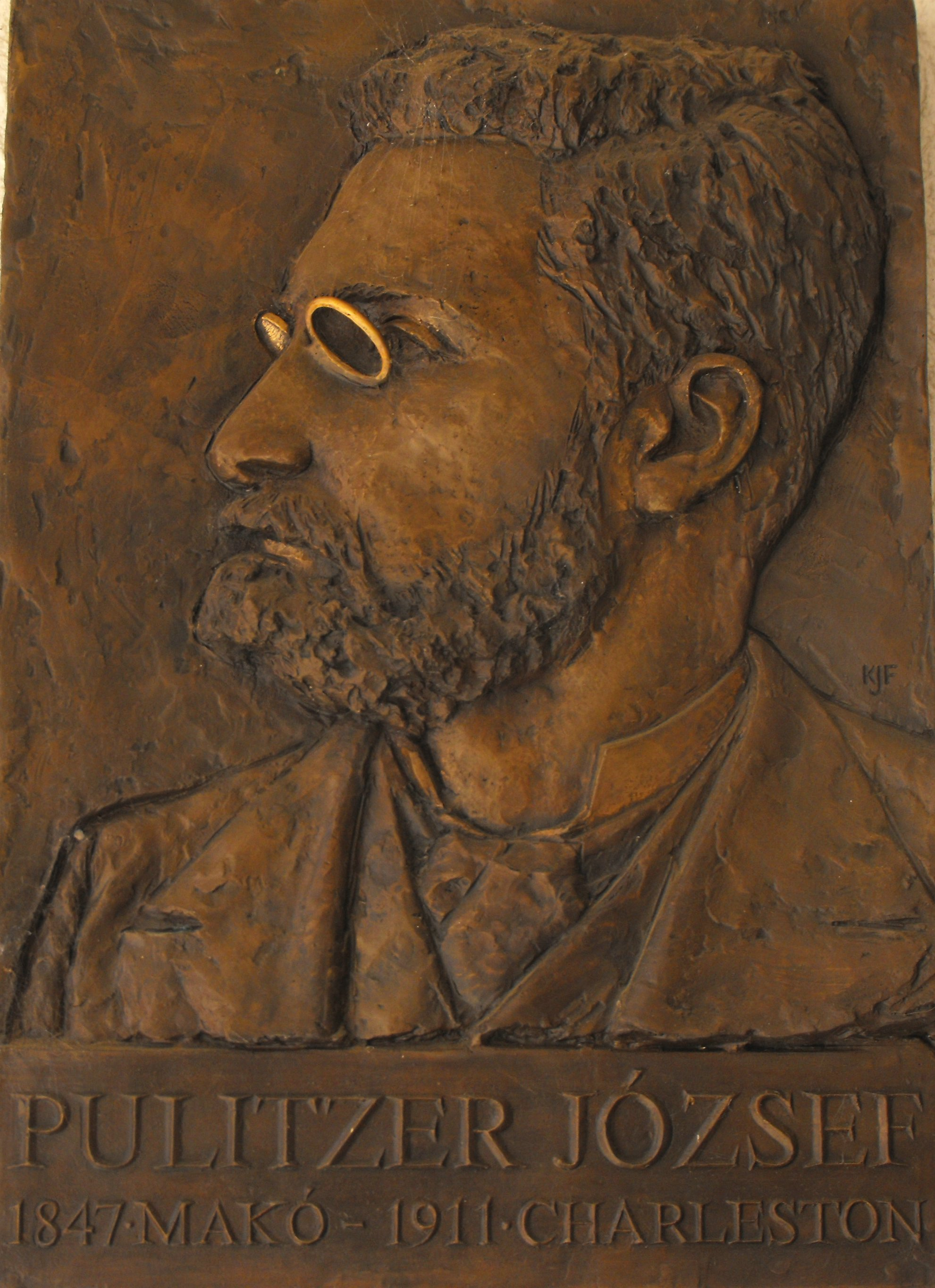
Pulitzer-dombormű, Makó, 2005

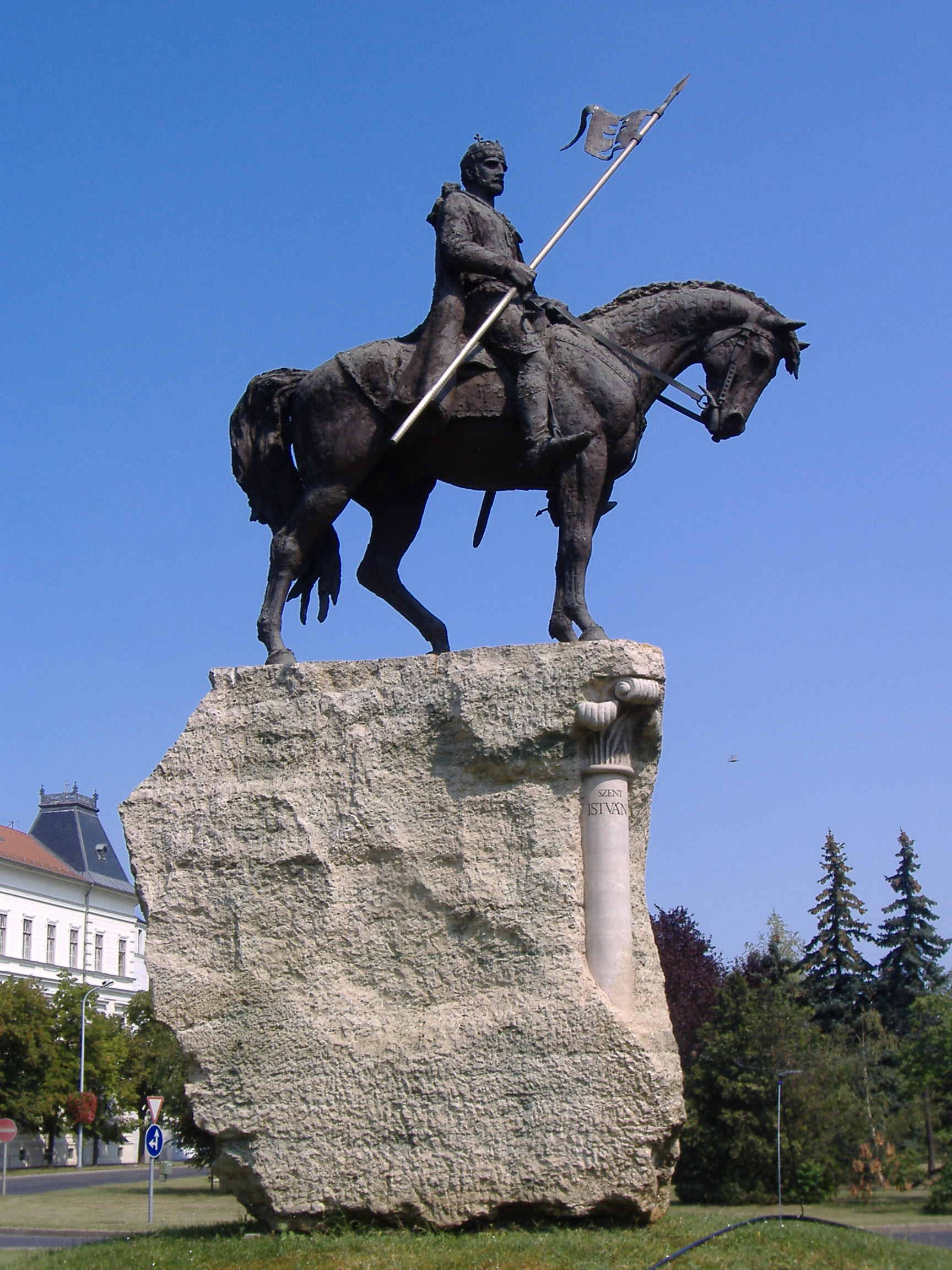
Szent István-szobor, Makó, 2000

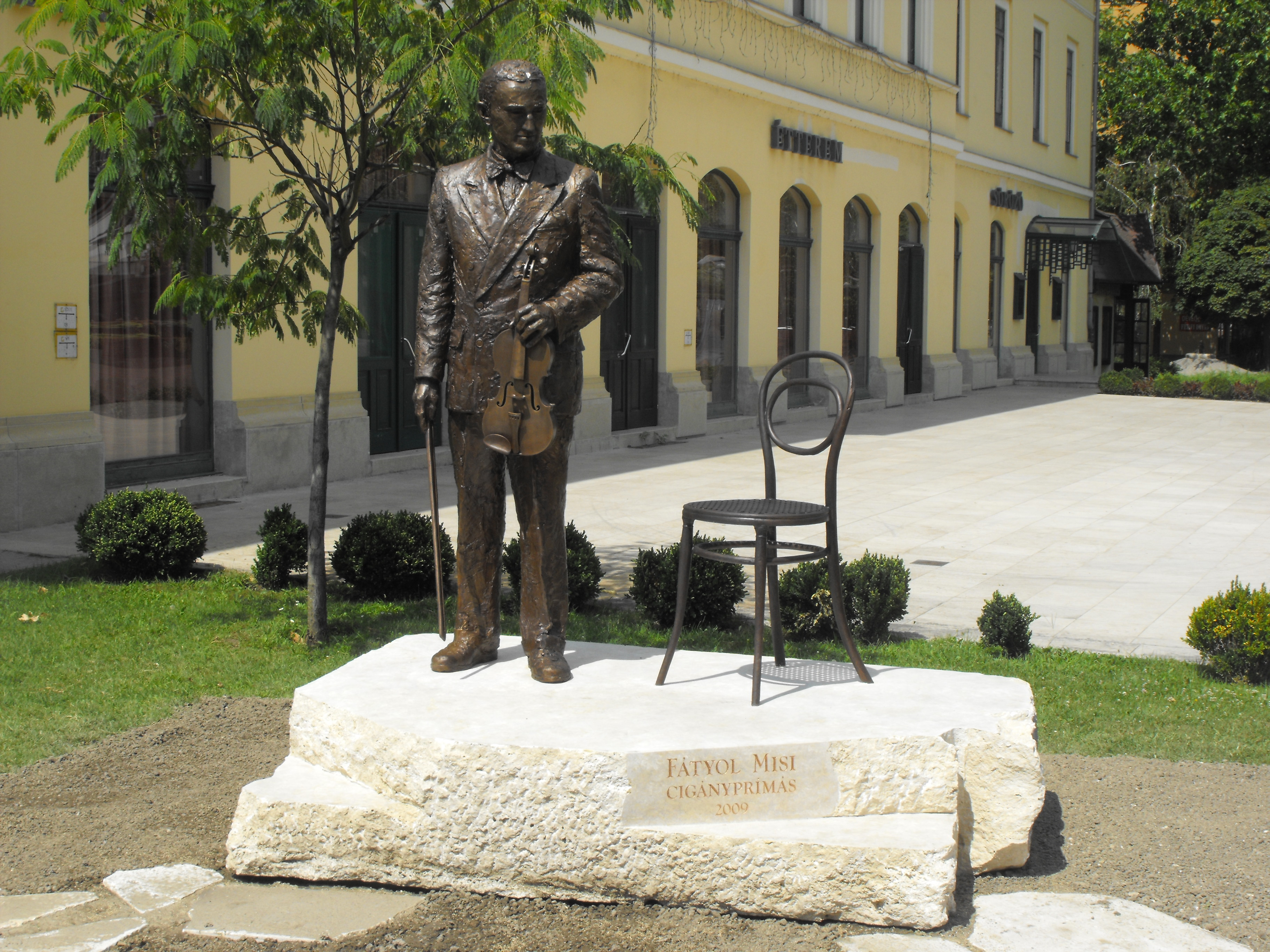
Fátyol Misi-szobor, Makó, 2009

Kiss Jenő Ferenc (Makó, 1959. december 5. –) magyar szobrász.

## Életpályája
Általános iskolában Jámborné Balog Tünde tanította rajzra. 1974–1978 között a szegedi Képző- és Iparművészeti Szakközépiskola növendéke volt. Itt Szalay Ferenc, Fekete János, Kalmár Márton, Fritz Mihály, Zoltánfy István és Magos Gyula oktatták. Érettségi után középiskolájában műhelyfőnöki állást vállalt. 1981–1985 között a Magyar Képzőművészeti Főiskolán tanult Borsos Miklóstól. 1985 óta tagja a Magyar Alkotóművészek Országos Egyesületének. 1985–1986 között egy évig művészképzésen vett részt. 1986-ban a főiskola végzős növendékeinek kiállításán vett részt. A főiskoal befejezése után évfolyamtársaival Portikusz néven alkotói közösséget hoztak létre. 1986–1987 között a szegedi Tömörkény István Gimnázium és Művészeti Szakközépiskola óraadó tanára volt, 1988 óta művésztanár. 1986–1987 között a Csongrád Megyei Tanács alkotói ösztöndíjában részesült. 1991–1992 között a Makói Művésztelepen dolgozott. 1993–1994 között részt vett a Nemzetközi Kőszobrász Szimpóziumon Püspökladányban.

## Kiállításai

### Csoportos kiállítások (válogatás)
- 1986-1993, 1995, 1997 Vásárhelyi Őszi Tárlat
- 1993-1994 Püspökladány
- 1995 Szegedi Nyári Tárlat
- 1997 Kézdivásárhely
- 2004 Reutlingen, Aidlingen
- 2010 Szeged

### Egyéni kiállításai (válogatás)
- 1988 Makó
- 1994 Püspökladány
- 1995 Makó
- 1996 Apátfalva

## Köztéri munkái
- 1987: Pulitzer József (dombormű, Makó)
- 1990: Móra Ferenc (bronz portrészobor, Szeged)
- 1993: Második világháborús emlékmű (mészkő, Makó)
- 1994: Erdélyi Vazul püspök (bronz dombormű, Makó)
- 1996: Tóth Aladár-szobor (bronz mellszobor, gránit talapzat, Makó)
- 1996: Torzó (kőszobor, Püspökladány)
- 1997: Pulitzer József-szobor (bronz mellszobor, Makó)
- 1999: Osztróvszky József (bronz mellszobor, Szeged)
- 2000: Szent István-szobor (bronz lovas szobor, Makó)
- 2000: Halas fiú (díszkút bronz szoborkompozícióval, Csanádalberti)
- 2005: Gróf Klebelsberg Kunó (bronz dombormű, Mártély)
- 2006: Pulitzer (bronz dombormű, Makó)
- 2009: Fátyol Misi-szobor (bronz szoborkompozíció, Makó)
- 2012: Oltványi Pál (Földeák)
- 2014: Szirbik Miklós-szobor (bronz mellszobor, Makó)
- 2014: Batka István-szobor (bronz portrészobor, Makó)
- 2014: Csepregi Imre-emléktábla (Makó)
- 2014: Lévai Imre-emléktábla (Makó)
- 2016: I. és II. világháborús emlékmű (Királyhegyes)
- 2016: Návay Lajos-szobor (Makó)
- 2016: 1956-os emlékmű (Földeák)
- 2019: Zoltánfy István-emléktábla (Szeged)

## Művei közgyűjteményekben
- József Attila Múzeum, Makó

## Díjai
- a Csongrád Megyei Tanács alkotói ösztöndíja (1986-1987)
- I. Makói Nemzetközi Művészeti Fesztivál díja (1993)
- Vásárhelyi Őszi Tárlat – Magyar Alkotóművészek Egyesületének díja (1995)
- Vásárhelyi Őszi Tárlat – Művelődési és Közoktatási Minisztérium díja (1997)
- Hattem-Püspökladány testvérvárosok szoborpályázatának II. díja (1997, Hollandia)
- "Hagyma és ember" szoborpályázat díjazottja (1997)
- Nagy Imre szoborpályázat II. díja (2003, Szeged)
- "Az év művésztanára" díj (2007; Szegedi Tömörkény István Gimnázium és Művészeti Szakközépiskola)
- Fátyol Mihály szoborpályázat I. díja (2008)
- Makó Város Emlékérem (2014)